# Oráčov
Oráčov är en ort i Tjeckien.   Den ligger i regionen Mellersta Böhmen, i den västra delen av landet, 60 km väster om huvudstaden Prag. Oráčov ligger 393 meter över havet och antalet invånare är 375.
Terrängen runt Oráčov är lite kuperad. Runt Oráčov är det glesbefolkat, med 16 invånare per kvadratkilometer. Närmaste större samhälle är Rakovník, 13,2 km öster om Oráčov. I omgivningarna runt Oráčov växer i huvudsak blandskog.